# Грингард, Пол
Пол Гри́нгард (англ. Paul Greengard, 11 декабря 1925, Бруклин, Нью-Йорк, США — 13 апреля 2019 года) — американский учёный, нейробиолог, лауреат Нобелевской премии по физиологии или медицине 2000 года. Профессор Рокфеллеровского университета. Известен своими работами по молекулярной биологии и клеточной функции нейронов.
Член Национальной академии наук США (1978).

## Биография
Пол Грингард родился в Нью-Йорке в еврейской семье (предки по отцовской линии происходили из Вержболово Сувалкской губернии, откуда переселились в Кёнигсберг в Восточной Пруссии, по материнской — также из Российской империи). Его отец Бенджамин Грингард (1891—1980) был водевильным комедийным актёром. Его мать Перл Мейстер (1898—1925) умерла при его родах и с раннего детства, после вторичной женитьбы отца в 1927 году, будущий учёный воспитывался в епископальной традиции и считал себя агностиком.
Во время Второй мировой войны 3 года прослужил в армии в качестве техника-электронщика. Работал в группе при Массачусетском технологическом институте, которая занималась приборами раннего оповещения, направленного против атак японских лётчиков-камикадзе. После войны, в 1948 году, окончил Гамильтон колледж (Клинтон (Нью Йорк)) с бакалавриатом по математике и физике и заинтересовался биофизикой. Грингард делал диссертационную работу в лаборатории Холдена Кеффера Хартлайна (лауреата Нобелевской премии по медицине 1967 года) в университете Джонса Хопкинса (Балтимор), где слушал лекции Алана Ходжкина (лауреата Нобелевской премии по медицине 1963 года).
После получения степени доктора философии Грингард провёл около 6 лет (1953—1959) в различных университетах Великобритании (Университет Лондона, Кембриджский университет, Национальный институт медицинских исследований) и США (Национальный институт здоровья). В 1961—1970 годах работал профессором фармакологии в Медицинском колледже Альберта Эйнштейна, в 1968—1983 годах был профессором фармакологии и психиатрии Йельского университета. С 1983 года работает профессором Рокфеллеровского университета.
На всю полученную с Нобелевской премией денежную сумму (около 400 тысяч долларов) Пол Грингард основал премию имени Перл Майстер Грингард, названную так в память матери учёного, которая умерла при родах. Сумма премии составляет 50 тысяч долларов. Премия ежегодно присуждается женщинам за выдающиеся достижения в области биомедицинских исследований.
Пол Грингард умер 13 апреля 2019 года.

## Семья
- Сестра — Ирена Грингард (1924—2013), актриса и литератор, публиковавшаяся под псевдонимом Крис Чейс и снимавшаяся в кино под именем Helen Kane.
- У Грингарда было двое сыновей от первого брака с биохимиком венгерско-еврейского происхождения Ольгой Грингард (род. 1926)[13], впоследствии профессором Медицинской школы Маунт Синай: математик Клод Грингард (род. 1955) и Лесли Грингард (род. 1958) — учёный в области информатики, ученик В. В. Рохлина, с которым разработал быстрый многополярный алгоритмический метод[14].
- Третья жена (с 1985 года) — скульптор Урсула фон Ридингсвард (род. 1942).

## Награды
- 1978 — Премия Диксона
- 1991 — Премия НАН США в области нейронаук[англ.], «For his discovery of the central role played by neuronal phosphoproteins in normal brain function as well as in neuropsychiatric and related disorders»[15]
- 1993 — Премия Карла Спенсера Лешли[англ.], «For his pioneering work on the molecular basis of signal transduction and vesicle mobilization in nerve cells»
- 1994 — Премия Ральфа Джерарда[нем.]
- 2000 — Нобелевская премия по физиологии или медицине (совместно с Эриком Канделом и Арвидом Карлссоном), «За открытия, связанные с передачей сигналов в нервной системе.»[16]
- 2010 — Dart/NYU Biotechnology Achievement Award Нью-Йоркского университета